# Jack Byrne
Jack Byrne (Dublin, 24 april 1996) is een Iers voetballer die bij voorkeur als centrale middenvelder speelt. Hij verruilde APOEL Nicosia in November 2021 voor Shamrock Rovers.

## Clubcarrière
Byrne werd als tiener opgenomen in de jeugdopleiding van Manchester City, waar hij op 29 juni 2015 een contract tekende tot medio 2018. De club verhuurde hem daarop gedurende het seizoen 2015/16 aan SC Cambuur. Hiervoor maakte hij op 19 september 2015 zijn debuut in het betaald voetbal, tijdens een wedstrijd in de Eredivisie tegen FC Twente (eindstand 0-0). Hij begon die dag in de basiself en werd na 61 minuten gewisseld. Byrne speelde dat seizoen 27 competitiewedstrijden voor Cambuur en maakte op 20 december 2015 zijn eerste doelpunt, de 0-3 in een met 1-4 gewonnen wedstrijd uit bij Excelsior. Hij eindigde de competitie met de club op de laatste plaats.
Manchester City verhuurde Byrne in juni 2016 voor een jaar aan Blackburn Rovers, op dat moment actief in de Championship. De club stuurde hem in januari 2017 voortijdig terug naar Manchester.

## Interlandcarrière
Byrne vertegenwoordigde diverse Ierse nationale jeugdelftallen. Hij debuteerde in 2014 in Ierland –19.